# Лёпы
Лёпы (укр. Льопи) — село в Щирецкой поселковой общине Львовского района Львовской области Украины.
Население по переписи 2001 года составляло 38 человек. Почтовый индекс — 81171. Телефонный код — 3230.